# Erimetopus vandenbrandeni
Erimetopus vandenbrandeni is een krabbensoort uit de familie van de Potamonautidae. De wetenschappelijke naam van de soort is voor het eerst geldig gepubliceerd in 1936 door Balss.